# Christian Gottlob Heyne

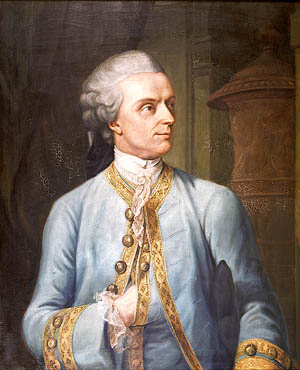
Christian Gottlob Heyne. Gemälde von Johann Heinrich Wilhelm Tischbein (1772)

Christian Gottlob Heyne (* 25. September 1729 in Chemnitz; † 14. Juli 1812 in Göttingen) war ein deutscher Altertumswissenschaftler.
Aus ärmlichen Verhältnissen stammend, arbeitete er nach dem Studium als Hauslehrer in Wittenberg und Kopist in Dresden.
Ab 1763 war er Professor der Beredsamkeit und Dichtkunst an der Universität Göttingen, wo er bis zu seinem Tod tätig war. Er leitete in dieser Zeit auch die Universitätsbibliothek, die er durch Reformen und Bestandserweiterungen zu einer führenden Einrichtung ihrer Art in Europa ausbaute. An der Königlichen Gesellschaft der Wissenschaften gab er als Sekretär die Göttingischen Gelehrten Anzeigen heraus, die den wissenschaftlichen Diskurs ihrer Zeit durch Rezensionen und Anzeigen mitgestalteten. Heyne selbst verfasste mehr als 6000 Rezensionen.
Durch seine Lehrtätigkeit an der Universität, seine Veröffentlichungen sowie seine Korrespondenz mit berühmten Zeitgenossen wie Gotthold Ephraim Lessing, Johann Gottfried Herder und Johann Joachim Winckelmann beeinflusste er die geistige Entwicklung im ausgehenden 18. Jahrhundert und legte den Grundstein für die umfassende Altertumswissenschaft, in der Philologie, Geschichte und Archäologie zusammengefasst waren.

## Leben

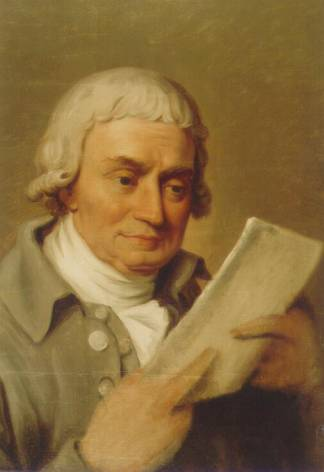
Christian Gottlob Heyne. Ölgemälde von Johann Heinrich Wilhelm Tischbein, um 1800

Heyne wurde als Sohn eines Leinewebers in Chemnitz geboren. Nach dem Besuch des Lyzeums seiner Vaterstadt studierte er ab 1748 an der Universität Leipzig. Die Not trieb ihn zu schriftstellerischer Tätigkeit, deren Früchte zunächst, außer einigen Übersetzungen, Bearbeitungen des Tibull und des Epiktet waren. In Wittenberg, wohin er 1750 einen jungen Adeligen als Erzieher begleitete, setzte er seine Studien fort. 1753 kehrte er nach Dresden zurück und erhielt die Stelle eines Kopisten an der Bibliothek des Ministers Brühl in Dresden. 1760 verlor er in Dresden während einer Beschießung der Stadt seine gesamte Habe. Er versuchte in der Folge, seinen Unterhalt durch die Bearbeitung eines Teils des lateinischen Textes zu Lipperts Daktyliothek zu erwerben, bis er 1763 als Professor der Rhetorik und Nachfolger von Johann Matthias Gesner nach Göttingen berufen wurde.
Bereits 1764 erhielt er die Aufsicht der Universitätsbibliothek, zunächst noch zusammen mit dem vorherigen Leiter Johann David Michaelis, danach als alleiniger Direktor. Er machte sie rasch zu einer wichtigen und beispielhaften Einrichtung. Er organisierte eine Fernleihe für auswärtige Gelehrte und beschaffte neben deutschen Neuerscheinungen auch über Korrespondenzen mit anderen Gelehrten Literatur des Auslands, nicht nur französische, englische und amerikanische, sondern auch arabische und orientalische Literatur. Bei seinem Amtsantritt hatte die Bibliothek einen Bestand von 60.000 Bänden. Bei seinem Tod hatte er sich auf 200.000 Bände vergrößert. Zum Vergleich: Der Bestand der Universität Halle zählte 1780 nur 12.000 Bände.

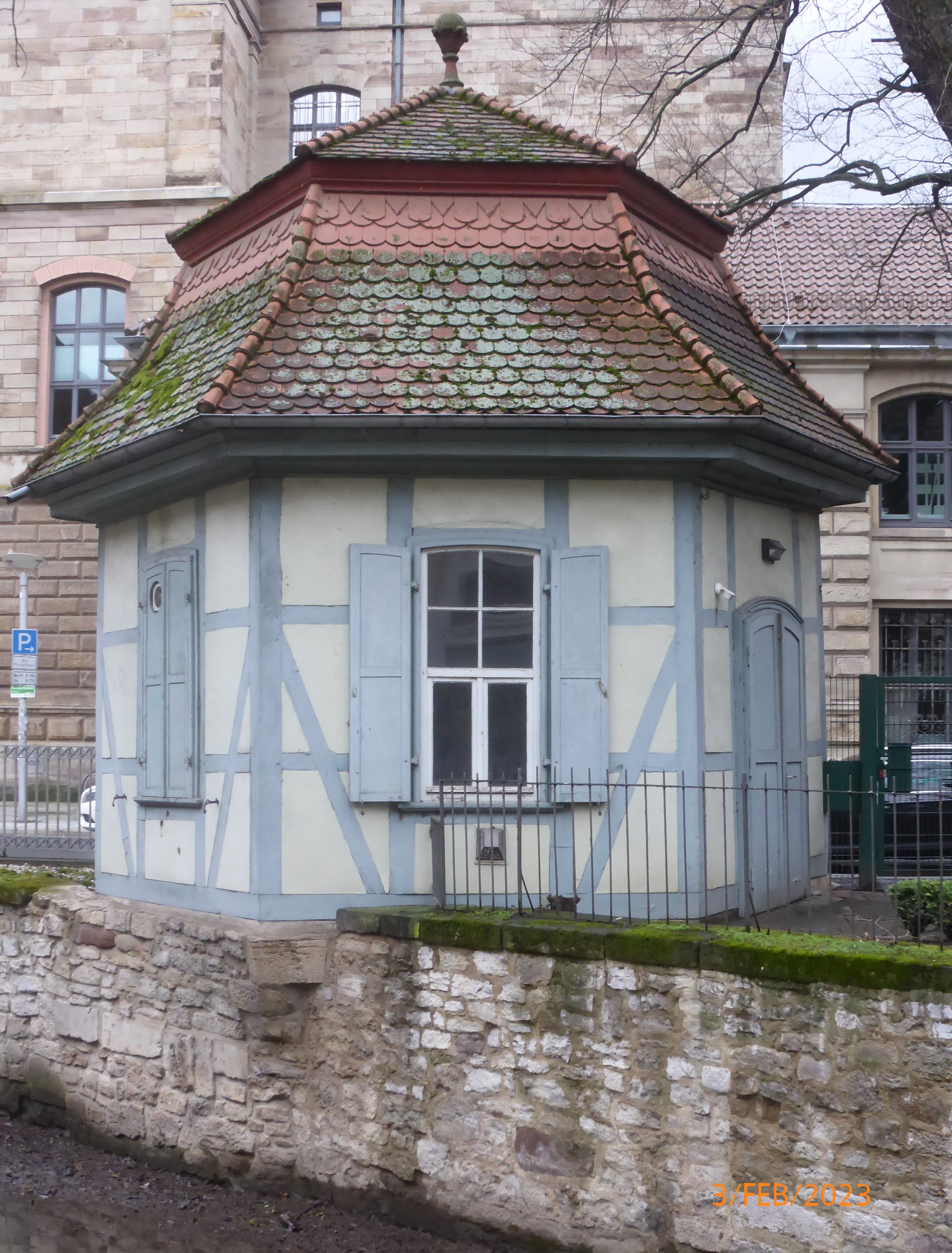
Heyne-Gartenpavillon in Göttingen am Leinekanal (Papendiek 16), 2023

Seine Nachfolge wurde nominell an Christoph Wilhelm Mitscherlich übertragen, der bis 1835 professor eloquentiae war. Als faktischer Nachfolger ist jedoch Karl Otfried Müller anzusehen, der 1819 als außerordentlicher Professor nach Göttingen berufen wurde, 1823 zum Ordinarius und nach Georg Ludolf Dissens Tode (1837; Dissen war nomineller Nachfolger Mitscherlichs) zum professor eloquentiae befördert wurde. Heyne besaß auch eine umfangreiche Bibliothek, deren Auktion von Brose in Göttingen veranstaltet wurde.
1760 hatte er die dreißigjährige Therese Weiß geheiratet, die Tochter von Leopold Sylvius Weiß, einem bedeutenden Lautenisten. Eine Tochter aus dieser Ehe war die Schriftstellerin Therese Huber, eine der „Universitätsmamsellen“ genannten Göttinger Gelehrtentöchter, die in erster Ehe mit dem Naturforscher Georg Forster, einem Freund ihres Vaters, verheiratet war.
Nachdem seine Frau Therese 1776 an der Schwindsucht (Tuberkulose) gestorben war, heiratete er 1777 Georgine Brandes, Tochter des Hofrats Georg Friedrich Brandes, die ihm sechs weitere Kinder gebar.
Christian Gottlob Heyne hatte zuletzt ab 1775 sein Wohnhaus unter der Adresse Papendiek 16 direkt gegenüber seiner Bibliothek. Wohnhaus und Gartenpavillon am Leinekanal stehen heute noch.
Heyne wurde auf dem Bartholomäusfriedhof in Göttingen beigesetzt. Sein klassizistisch gestalteter Sandstein-Grabmal trägt auf der Rückseite den Spruch: quem dederat / cursum fortuna / peregit / illa comite vixit („Den von Fortuna gewiesenen Weg hat er vollendet, von jener begleitet, hat er gelebt“). Auf der Vorderseite und auf der Rückseite des Steines befinden sich auffällige Wetzrillen.

## Werk
Heyne gilt als einer der wichtigsten Vordenker des Klassizismus. Er trat zunächst als Übersetzer von Werken der griechischen und römischen Antike hervor. So übertrug er unter anderem Epiktet und Tibull ins Deutsche. Vor allem aber war Heyne einer der Ersten, die sich wissenschaftlich mit der griechischen Mythologie auseinandersetzten. Indem er Erkenntnisse aus verschiedenen Wissensgebieten – wie etwa der Sprachwissenschaft und der Archäologie einbezog –, wurde er zum Begründer der modernen Altertumswissenschaft und der Mythenforschung.

## Rezeption und Ehrungen

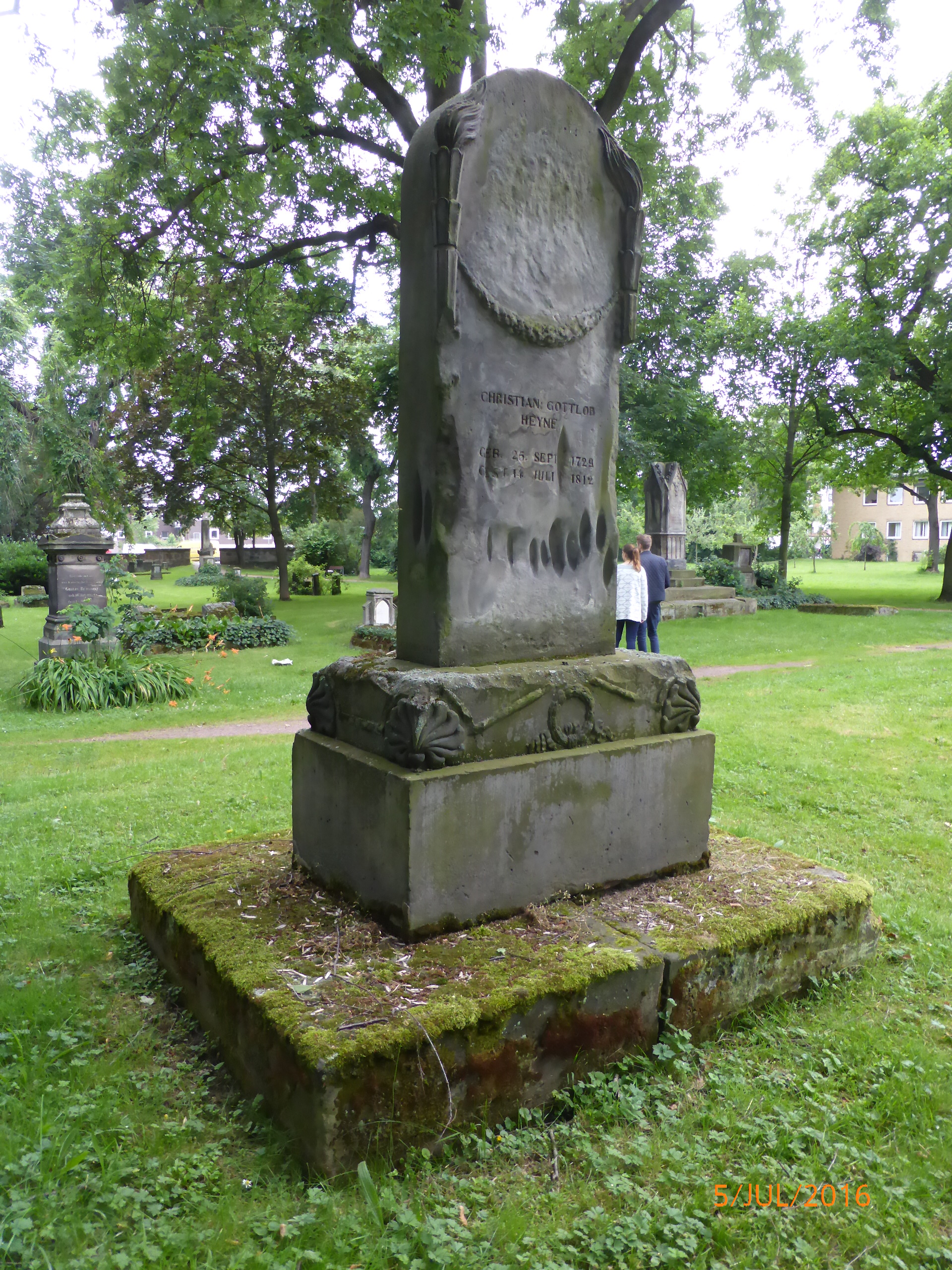
Heynes Grabmal auf dem Bartholomäusfriedhof (2016)

Heyne wird in Goethes Roman „Die Leiden des jungen Werther“ erwähnt. Dort will V., ein flüchtiger Bekannter, Werther mit seiner Belesenheit in Sachen Kunsttheorie und mit dem Besitze eines Manuskriptes „von Heynen über das Studium der Antike“ imponieren.
Die Graduiertenschule für Geisteswissenschaften Göttingen (GSGG) vergibt jährlich den „Christian-Gottlob-Heyne-Preis für die beste geisteswissenschaftliche Dissertation des vergangenen akademischen Jahres […] Mit dem Preis wird die herausragendste Doktorarbeit ausgezeichnet, die im vorangegangenen Jahr an der Philosophischen Fakultät oder der Theologischen Fakultät der Georg-August-Universität eingereicht wurde.“
Eine Büste des Wissenschaftlers war in der Aula der Universität Göttingen ausgestellt. Sie wurde im Juni 2009 von Vandalen zerstört.
Nach Heyne ist der Heyne-Saal im Historischen Gebäude der Niedersächsischen Staats- und Universitätsbibliothek Göttingen benannt. Im zu Ehren benannt wird seit 1980 auch eine Straße am Leinekanal in der Innenstadt von Göttingen Christian-Gottlob-Heyne-Ufer, gegenüber seinem ehemaligen Wohnsitz Papendiek 16.

## Werke (Auswahl)
- Einleitung in das Studium der Antike: oder Grundriß einer Anführung zur Kenntniß der alten Kunstwerke / zum Gebrauche bey seinen Vorlesungen entworfen von Chr. Gottl. Heyne. Göttingen/Gotha 1772 (Digitalisat und Volltext im Deutschen Textarchiv)
- Sammlung antiquarischer Aufsätze. Weidmann, Leipzig 1778. (Digitalisat Band 1), (Band 2)
- Ad Apollodori Bibliothecam observationes. Dieterich, Göttingen 1803. (Digitalisat)
- Opuscula academica collecta. 6 Bände. Dieterich, Göttingen 1785–1812. (Digitalisat Band 1), (Band 2), (Band 3), (Band 4), (Band 5), (Band 6) Nachdruck Olms, Hildesheim 1997
- Ausgabe der Carmina des Homer. 9 Bde. Leipzig 1802–1822.
- Akademische Vorlesungen über die Archäologie der Kunst des Alterthums, insbesondere der Griechen und Römer. Vieweg, Braunschweig 1822. (Digitalisat)